# Gieorgijewka (rejon łoktiewski)
Gieorgijewka (ros. Георгиевка) – wieś (sieło) w Rosji, w Kraju Ałtajskim, w rejonie łoktiewskim. W 2010 liczyła 636 mieszkańców.